# Frecciargento
 (avril 2020).
Frecciargento (abréviation FA AV) est une catégorie de services ferroviaires de la compagnie ferroviaire italienne Trenitalia, qui a remplacé en juin 2012 la catégorie Eurostar Italia High Speed par les Frecce (comprenant Frecciargento, Frecciarossa et Frecciabianca). Auparavant, les trains à grande vitesse Eurostar Italia avaient reçu le nom complémentaire de Frecciarossa ou Frecciargento, qui sont aujourd'hui les noms principaux des services ferroviaires.

Le service Frecciargento est exploité avec des trains Pendolino ETR 485, 600, 610, et 700. Il offre une vitesse commerciale maximale de 250 km/h et a été conçu pour relier Rome à de nombreuses grandes villes : aéroport de Fiumicino, Gênes, Venise, Trieste, Vérone, Vicence, Brescia, Bolzano Trento, Bergame, Mantoue, Naples, Salerne, Reggio Calabria, Sibari, Foggia, Bari et Lecce. 

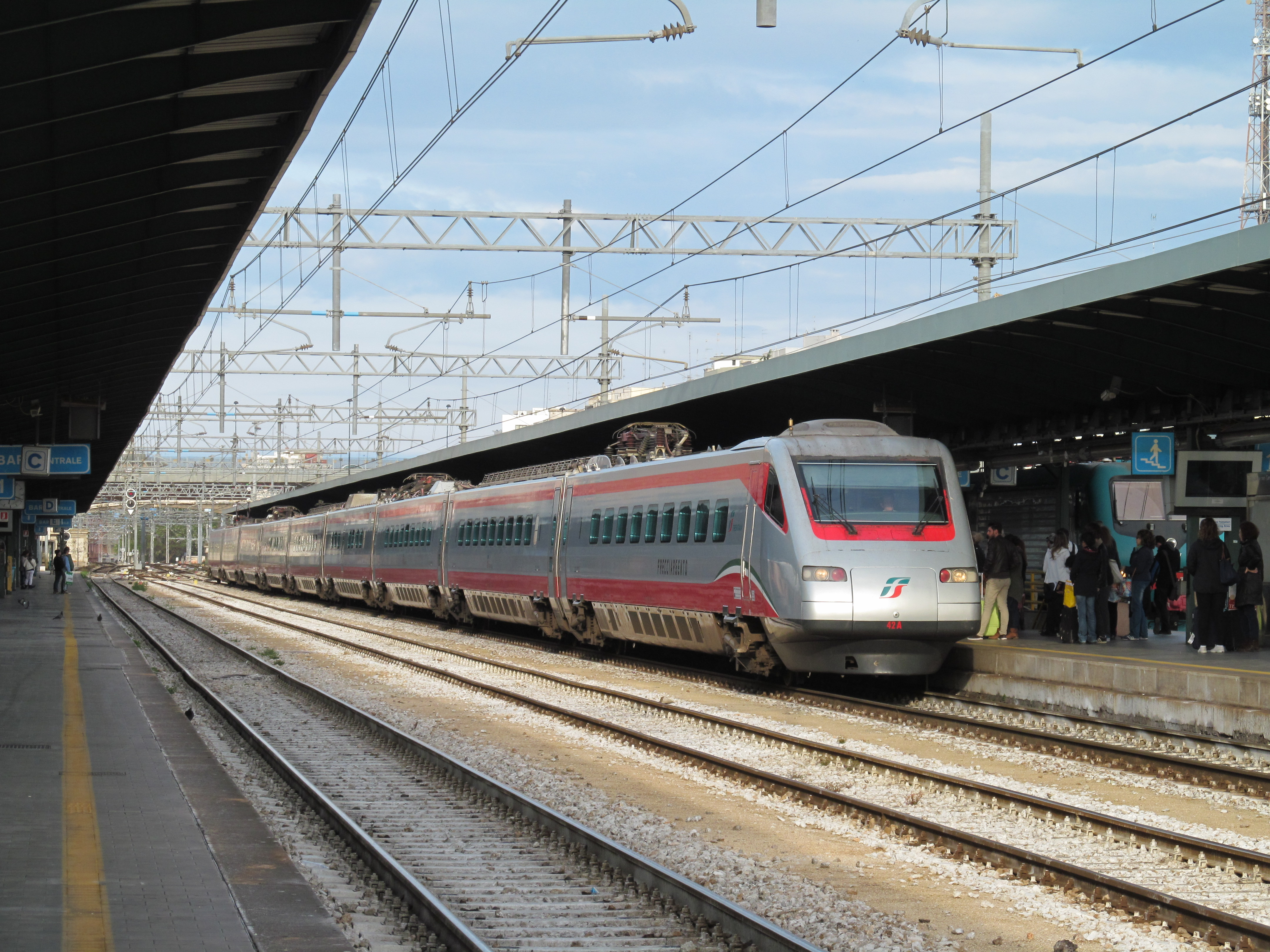
Unité ETR 485 042 côté A

Seules certaines sections des relations desservies par Frecciargento utilisent des lignes à grande vitesse. Les autres sections, sur des lignes classiques, peuvent être parcourues à des vitesses supérieures à celle des trains ordinaires grâce à la pendulation.
Depuis le changement d'horaire en été 2019, les Frecciargento ETR 700 ont été mis en service. Ils ne sont pas pendulaires et remplacent progressivement les Frecciabianca en service sur la ligne Adriatique, d'abord sur la relation Milan - Ancône, puis sur Pescara, Bari, Lecce et Taranto.

## Matériel roulant et équipements
Les relations Frecciargento sont réalisés avec des trains électriques à livrée dédiée et avec une vitesse maximale de 250 km/h :
- ETR 600/610 : pendulaire composé de 7 voitures de 1re et 2e classe (432 places et une voiture bar-restaurant).
- ETR 485 : pendulaire composé de 9 voitures de 1re et 2e classe (489 places et une voiture bar-restaurant).
- ETR 700 : train électrique conventionnel composé de 8 voitures réparties en 3 niveaux de service : standard, premium et business (500 places et une voiture bar-restaurant).

Les Frecciargento ETR 600/610 et ETR 485 ont 2 niveaux de service : 1re classe et 2e classe

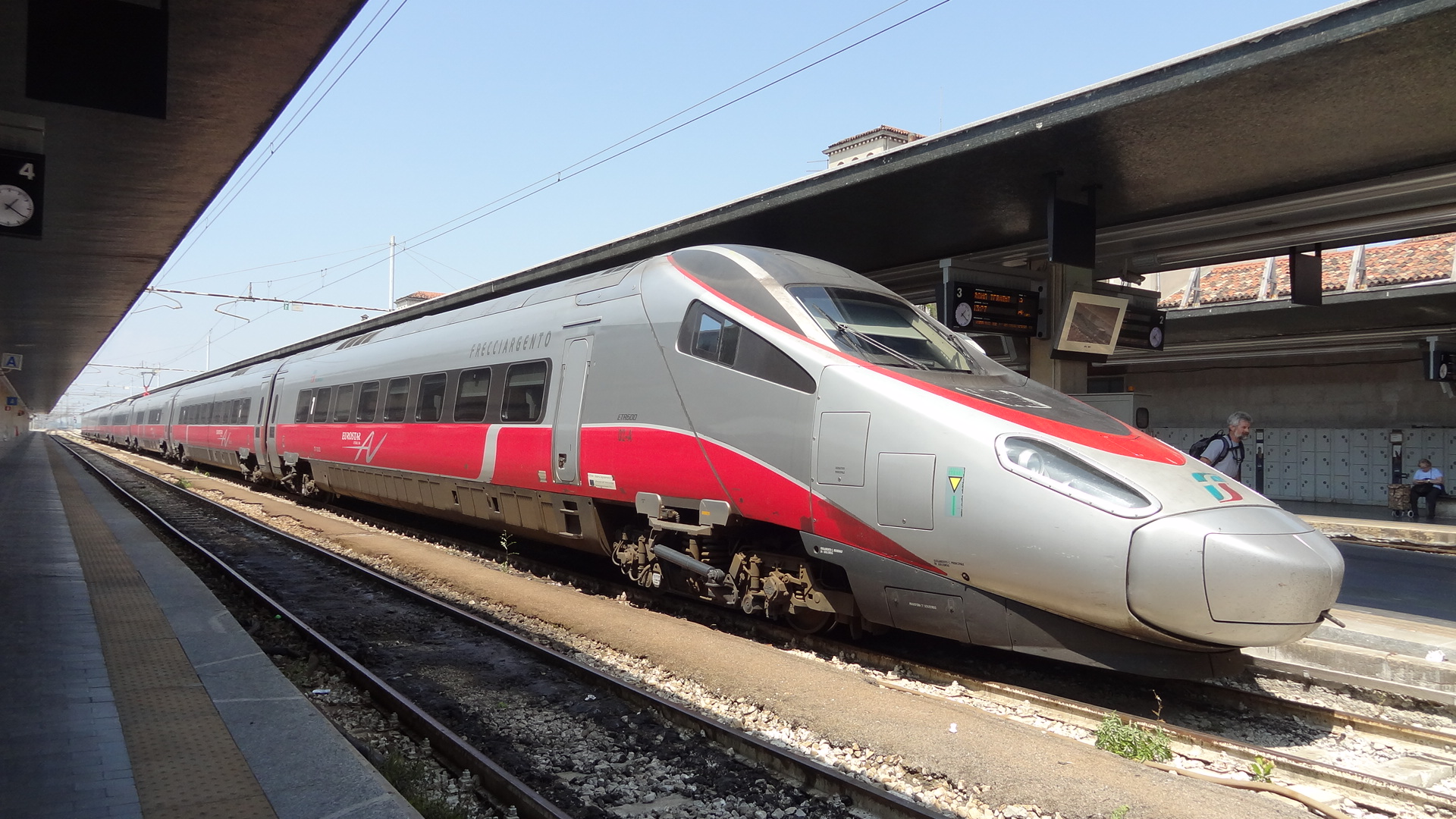
ETR 600 en livrée originale Frecciargento

Les ETR 700 ont trois niveaux de service : Business (équivalent 1re classe), Premium (intermédiaire) et Standard (équivalent 2e classe)

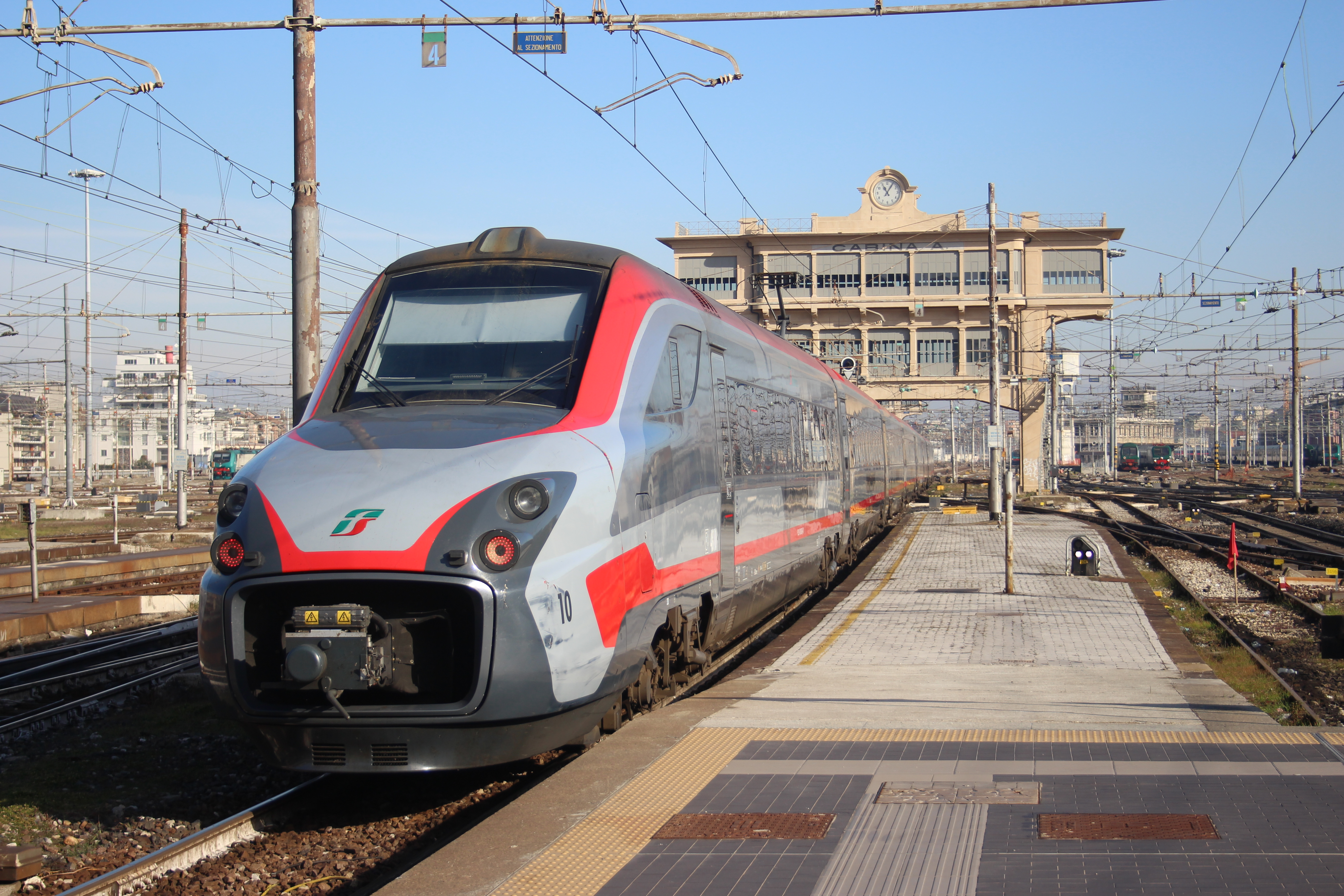
ETR 700 à Milan Central.

## Relations

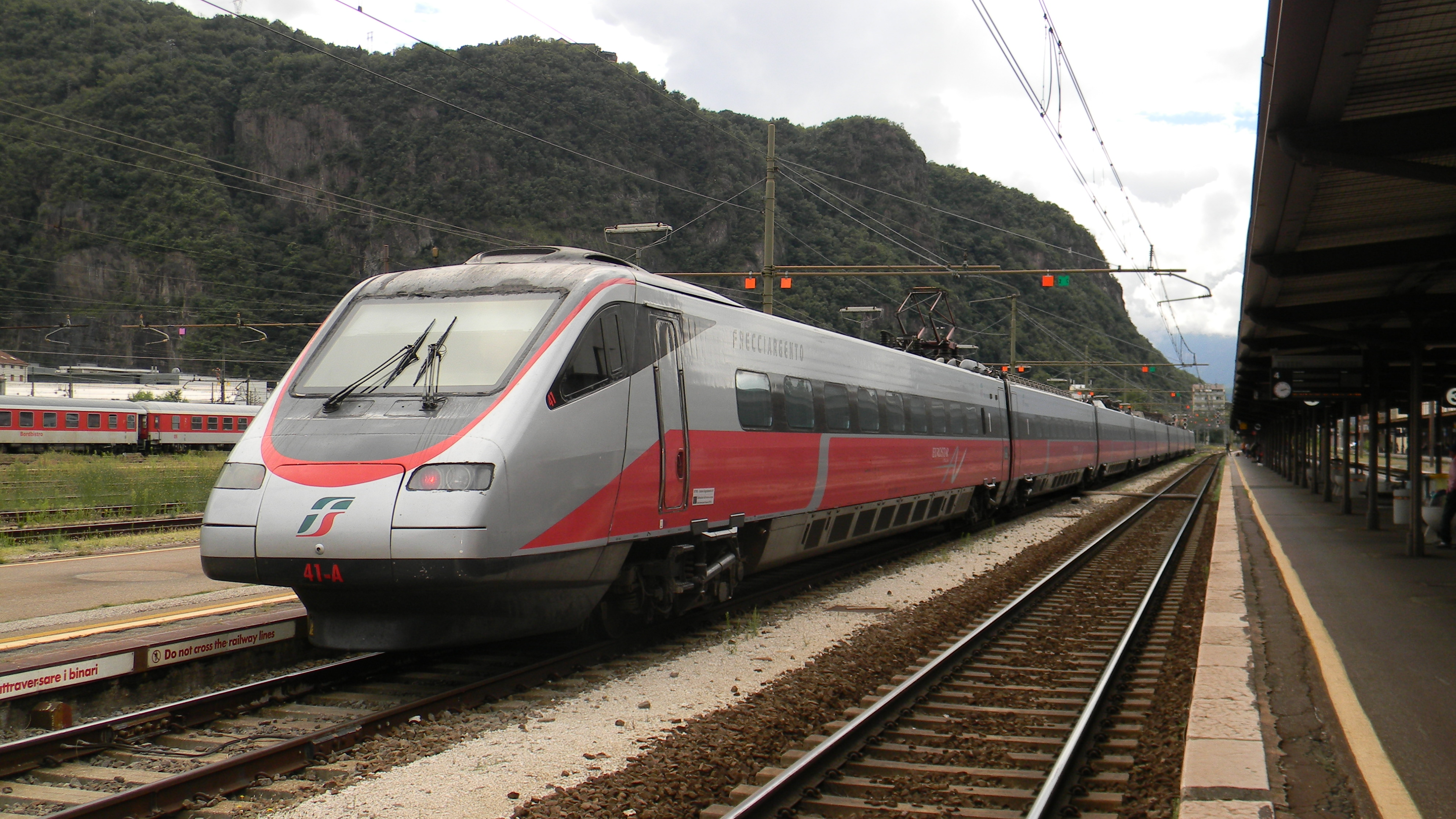
ETR 485 dans la livrée originale Frecciargento.

Les trains Frecciargento circulent sur les relations suivantes (horaire 2020) :
- Bergame - Brescia - Peschiera del Garda - Vérone PN - Bologne Centrale AV - Florence SMN - Rome Tib. /T.ni
- Bolzano - Trento - Rovereto - Verona PN - Bologna Centrale AV - Florence SMN - Rome Tib. /T.ni - Naples Afragola - Salerne - Scalea-S. Domenica T. - Paola - Sibari
- Milan Centrale - Parme - Reggio Emilia - Modena - Bologna Centrale - Forlì / Cesena - Rimini - Pesaro - Ancona - S. Benedetto del T. - Pescara Centrale - Termoli - Foggia - Barletta - Bari - Brindisi - Lecce
- Milan Centrale - Plaisance - Parme - Reggio Emilia - Modène - Bologne Centrale - Faenza - Forlì - Cesena - Rimini - Pesaro - Ancona
- Milan Centrale - Plaisance - Parme - Reggio Emilia - Modène - Bologne Centrale - Faenza - Forlì - Cesena - Rimini - Pesaro - Ancône - S. Benedetto del T. - Giulianova - Pescara Centrale
- Milan Centrale - Parme - Reggio Emilia - Modena - Bologna Centrale - Cesena - Rimini - Pesaro - Ancona - S. Benedetto del T. - Pescara Centrale - Termoli - Foggia - Barletta - Bari - Gioia del Colle - Taranto
- Rome T.ni/Tib. - Bologne Centrale AV - Padoue - Venise Mestre - Aéroport de Trieste / Centrale
- Rome T.ni/Tib. - Florence SMN - Bologne Centrale AV - Vérone PN - Vicence
- Rome T.ni - Caserte - Bénévent - Foggia - Barletta - Bari - Brindisi - Lecce
- Rome T.ni - Naples Afragola - Salerno - Paola - Lamezia Terme Centrale - Rosarno - Villa S. Giovanni - Reggio Calabria Centrale
- Rome T.ni/Tib. - Florence SMN - Bologne Centrale AV - Modène - Carpi - Mantoue
- Aéroport de Fiumicino - Rome Tib. - Florence Campo Marte - Pise Centrale - La Spezia Centrale - Gênes Brignole / P.zza Principe
- Rome T.ni - Aéroport de Fiumicino